# No Good Deed (serie televisiva)
No Good Deed è una serie televisiva statunitense ideata da Liz Feldman.
La prima stagione ha debuttato su Netflix il 12 dicembre 2024.

## Trama
Paul e Lydia sono obbligati a vendere la loro grande casa a Los Angeles, a causa di segreti dolorosi che vogliono restino nascosti, ma non è facile trovare rapidamente il compratore ideale tra le varie famiglie che vengono a visitare l'abitazione durante l'open house, ognuna con i propri problemi.

## Episodi
| Stagione       | Episodi | Pubblicazione USA | Pubblicazione Italia |
| -------------- | ------- | ----------------- | -------------------- |
| Prima stagione | 8       | 2024              | 2024                 |

## Personaggi e interpreti

### Personaggi principali
- Margo Starling, interpretata da Linda Cardellini, doppiata da Daniela Calò.
La vicina di casa dei Morgan, moglie di JD.
- Dennis Sampson, interpretato da O. T. Fagbenle, doppiato da Gabriele Sabatini.
Uno scrittore, marito di Carla.
- Leslie Fisher, interpretata da Abbi Jacobson, doppiata da Gaia Bolognesi.
La moglie di Sarah.
- Lydia Morgan, interpretata da Lisa Kudrow, doppiata da Rossella Acerbo.
La proprietaria di casa e moglie di Paul.
- Mikey Morgan, interpretato da Denis Leary, doppiato da Roberto Pedicini.
Il fratello maggiore di Paul, appena rilasciato di prigione.
- Sarah Webber, interpretata da Poppy Liu, doppiata da Sara Vitagliano.
Una dottoressa, moglie di Leslie.
- Carla Owens, interpretata da Teyonah Parris, doppiata da Letizia Ciampa.
La moglie incinta di Dennis.
- Paul Morgan, interpretato da Ray Romano, doppiato da Franco Mannella.
Il proprietario di casa, marito di Lydia.
- JD Campbell, interpretato da Luke Wilson, doppiato da Massimo De Ambrosis.
Un ex attore di soap opera, sposato con Margo.

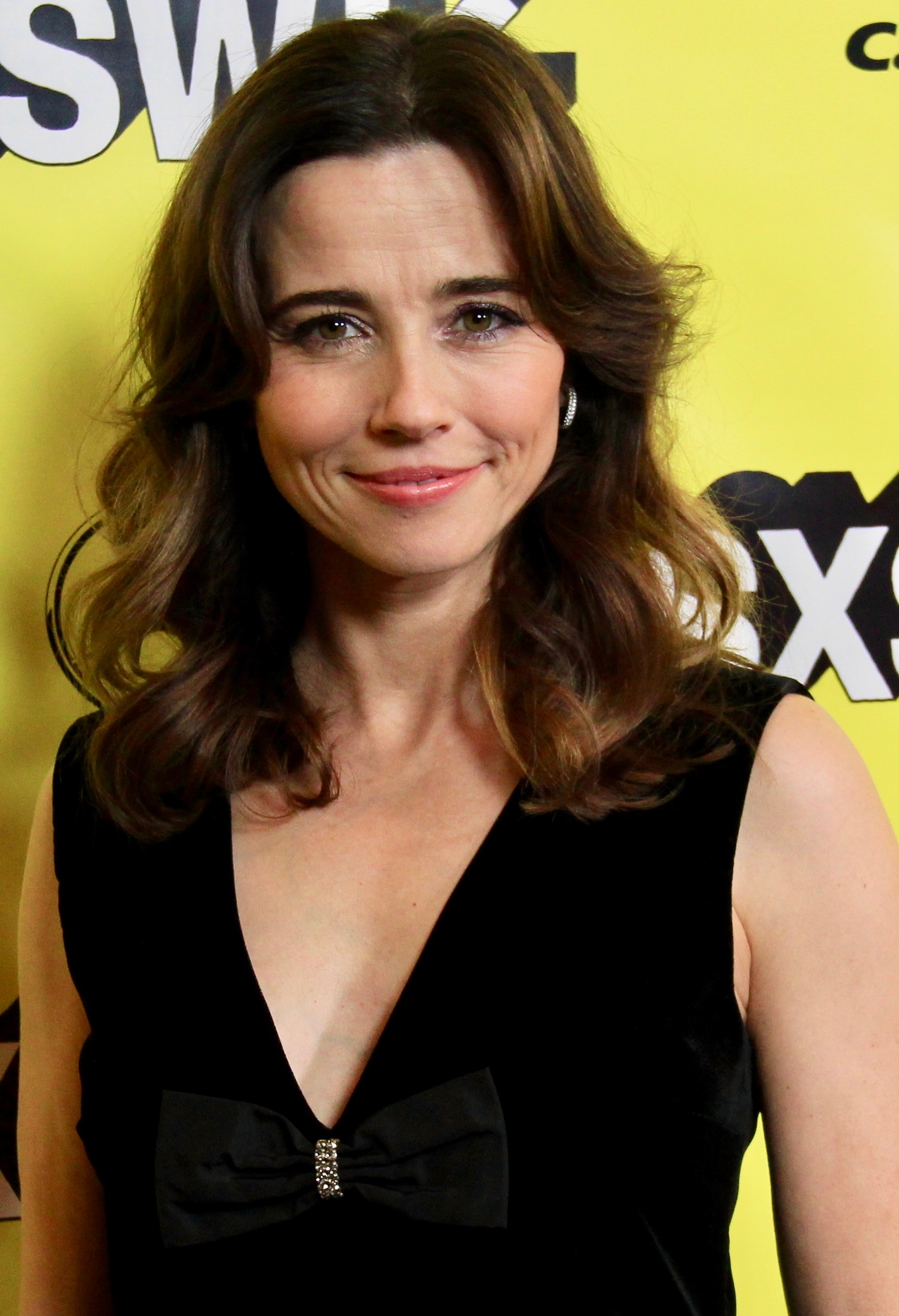
Linda Cardellini
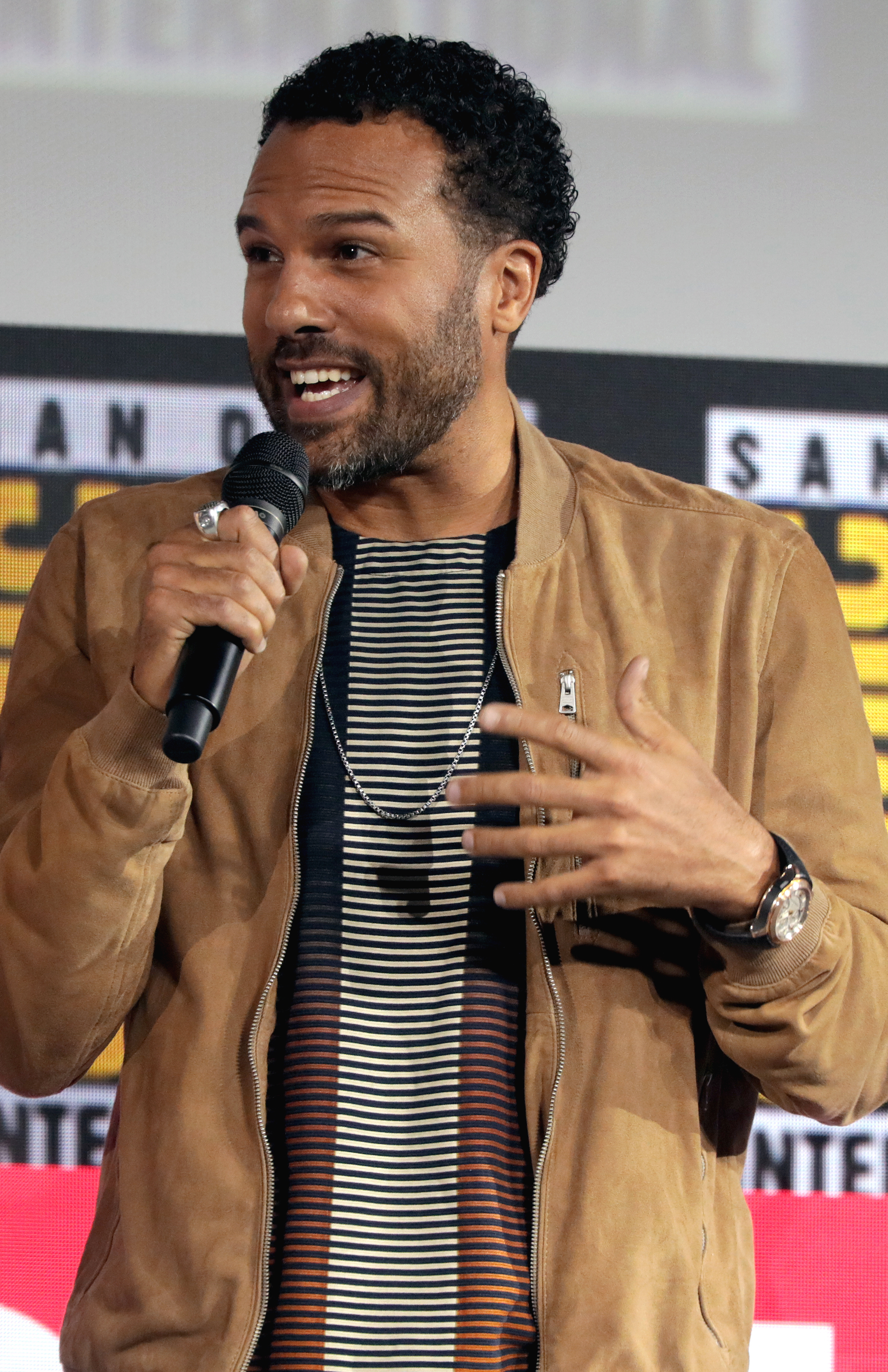
O. T. Fagbenle
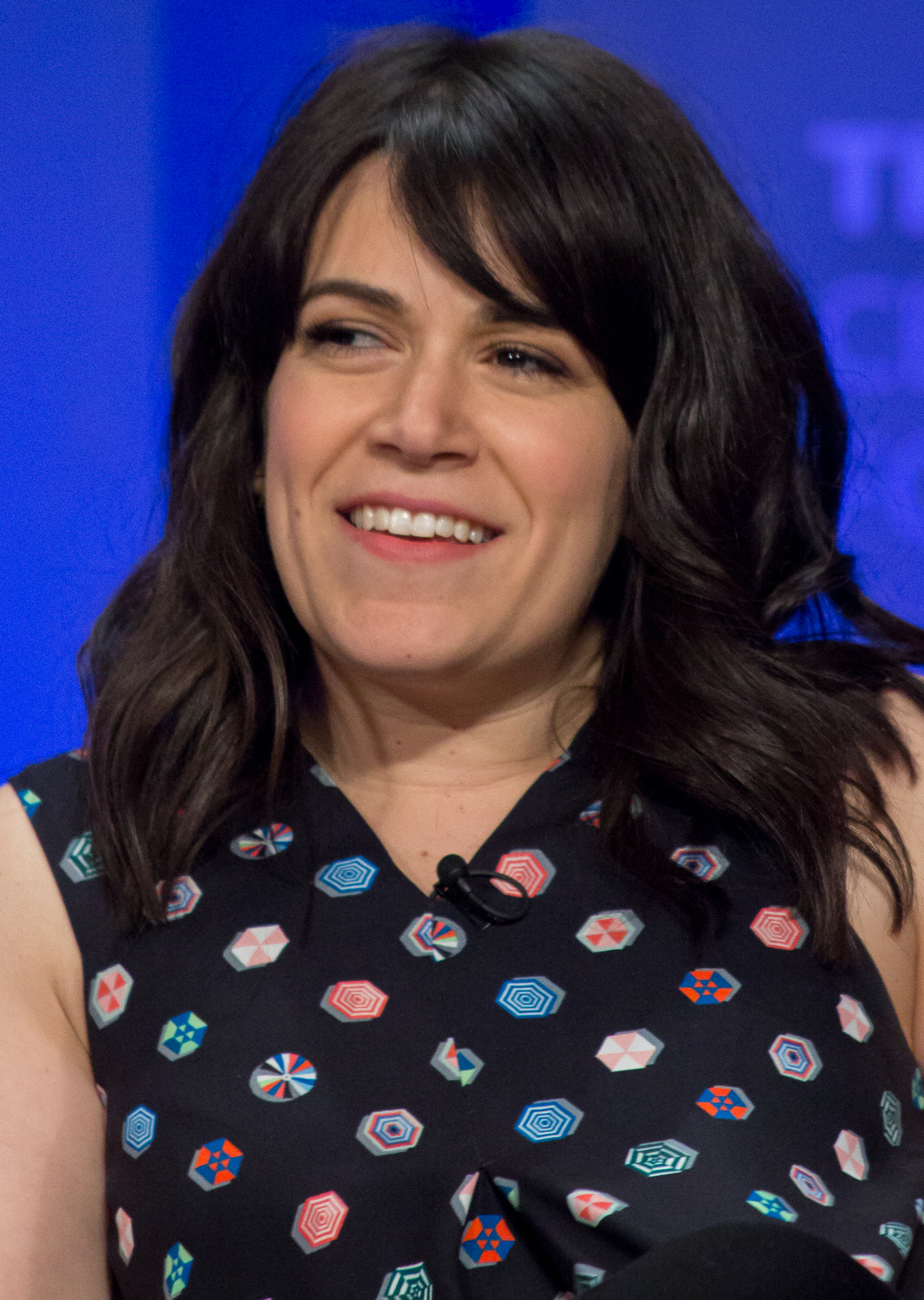
Abbi Jacobson
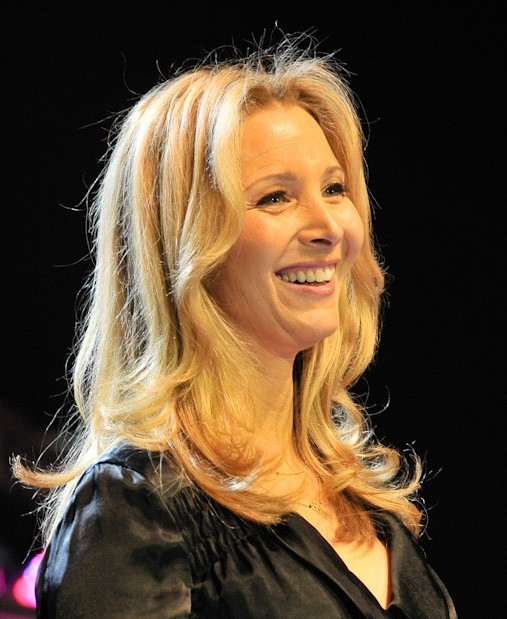
Lisa Kudrow
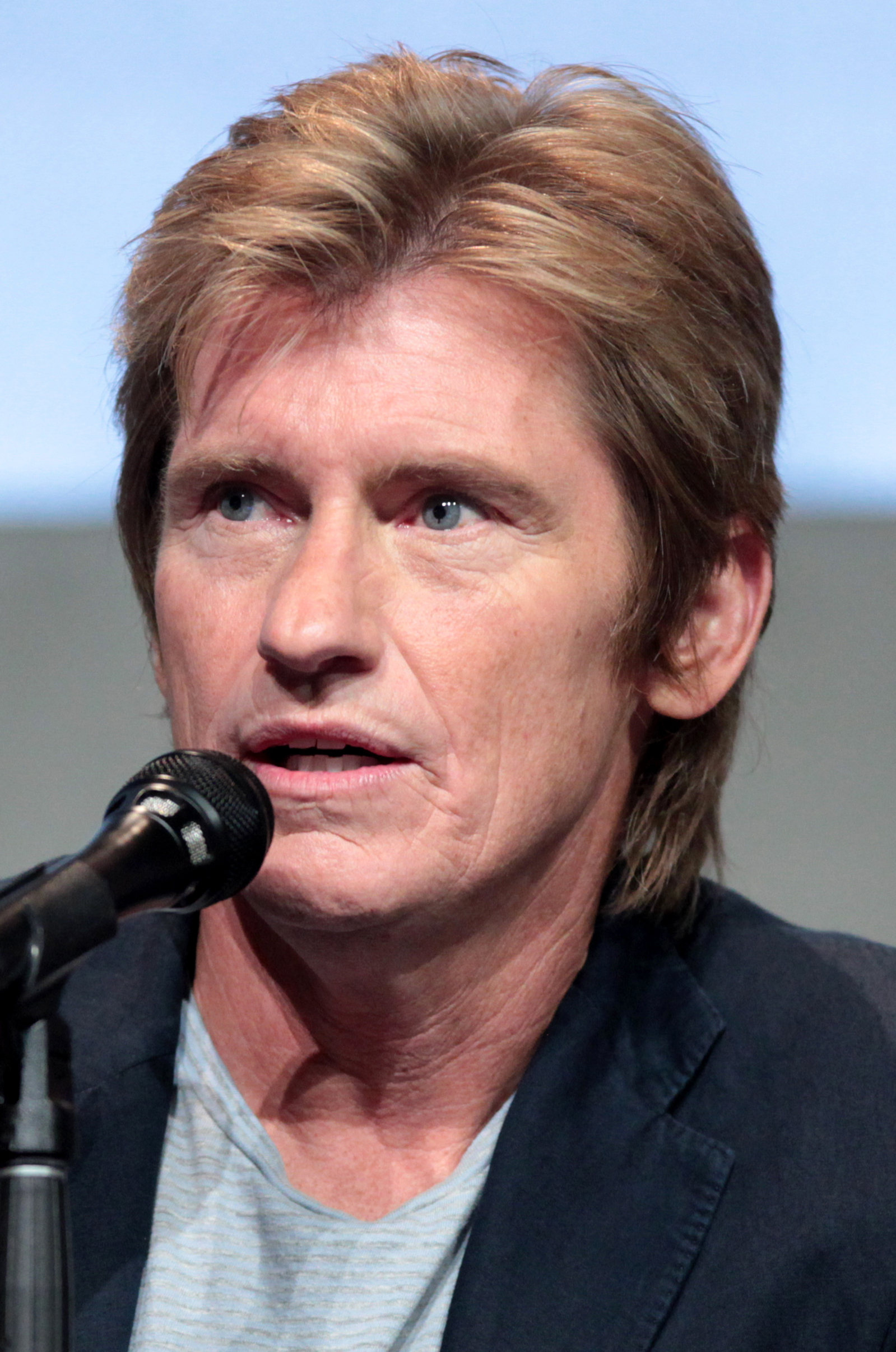
Denis Leary
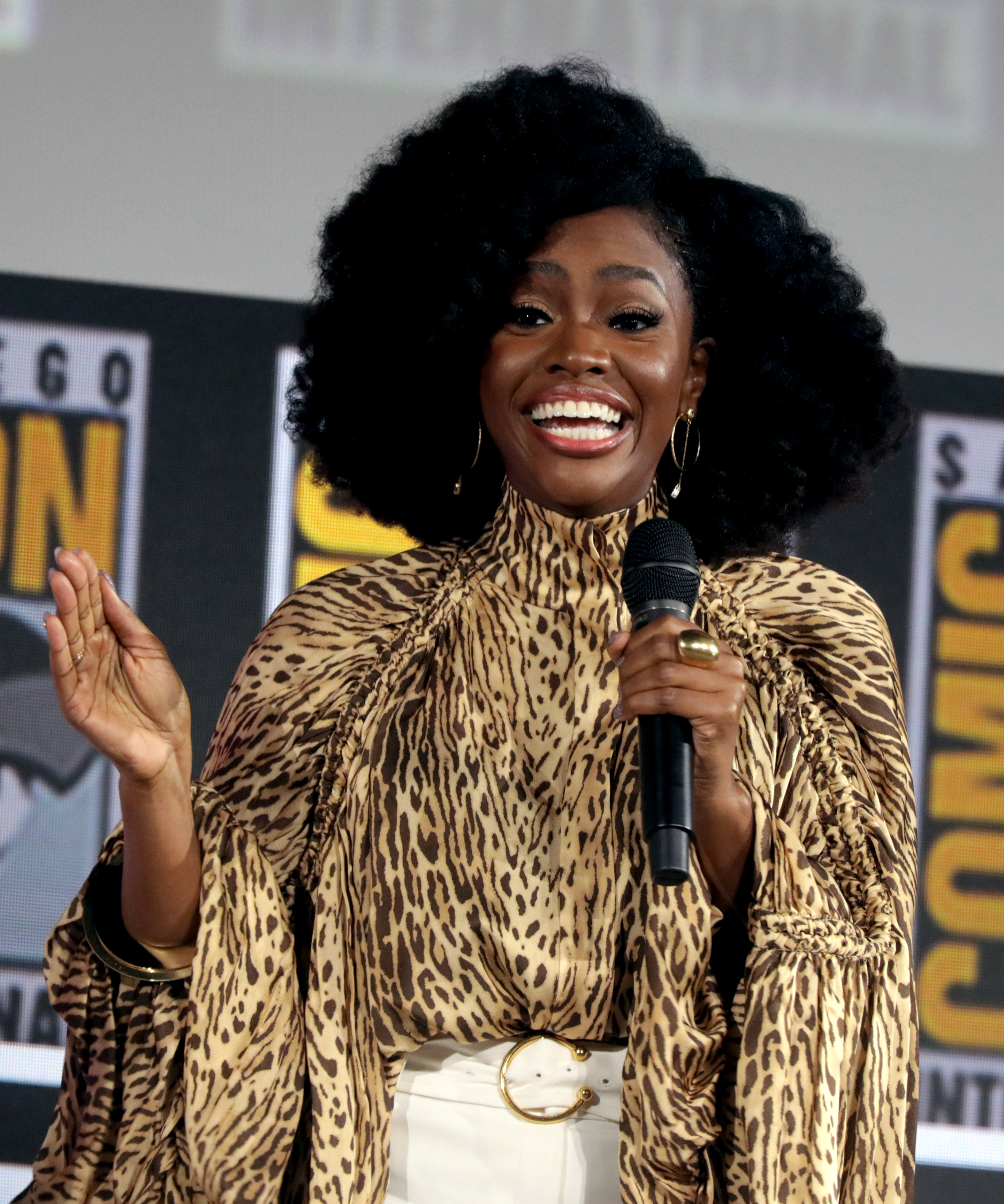
Teyonah Parris
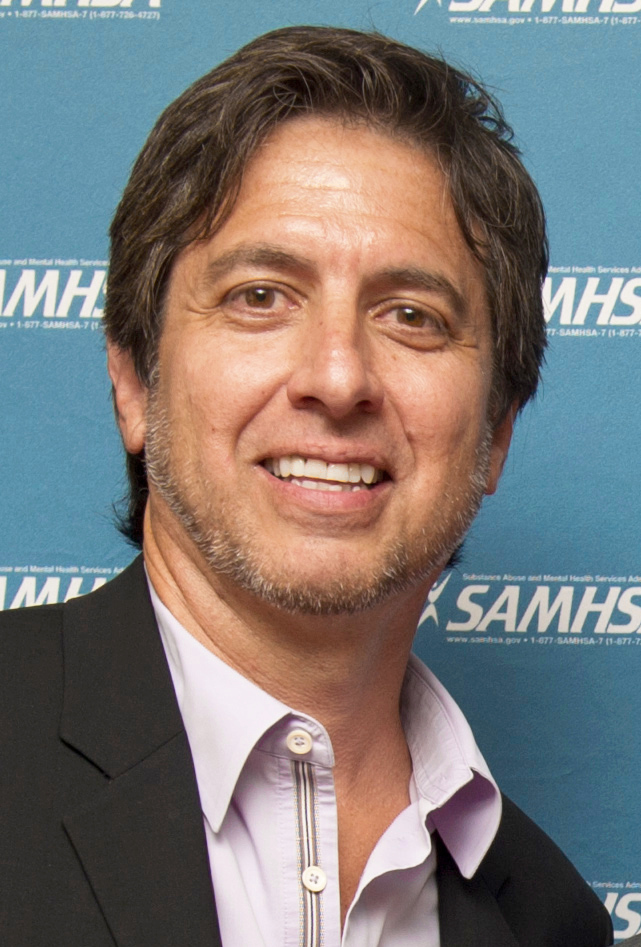
Ray Romano
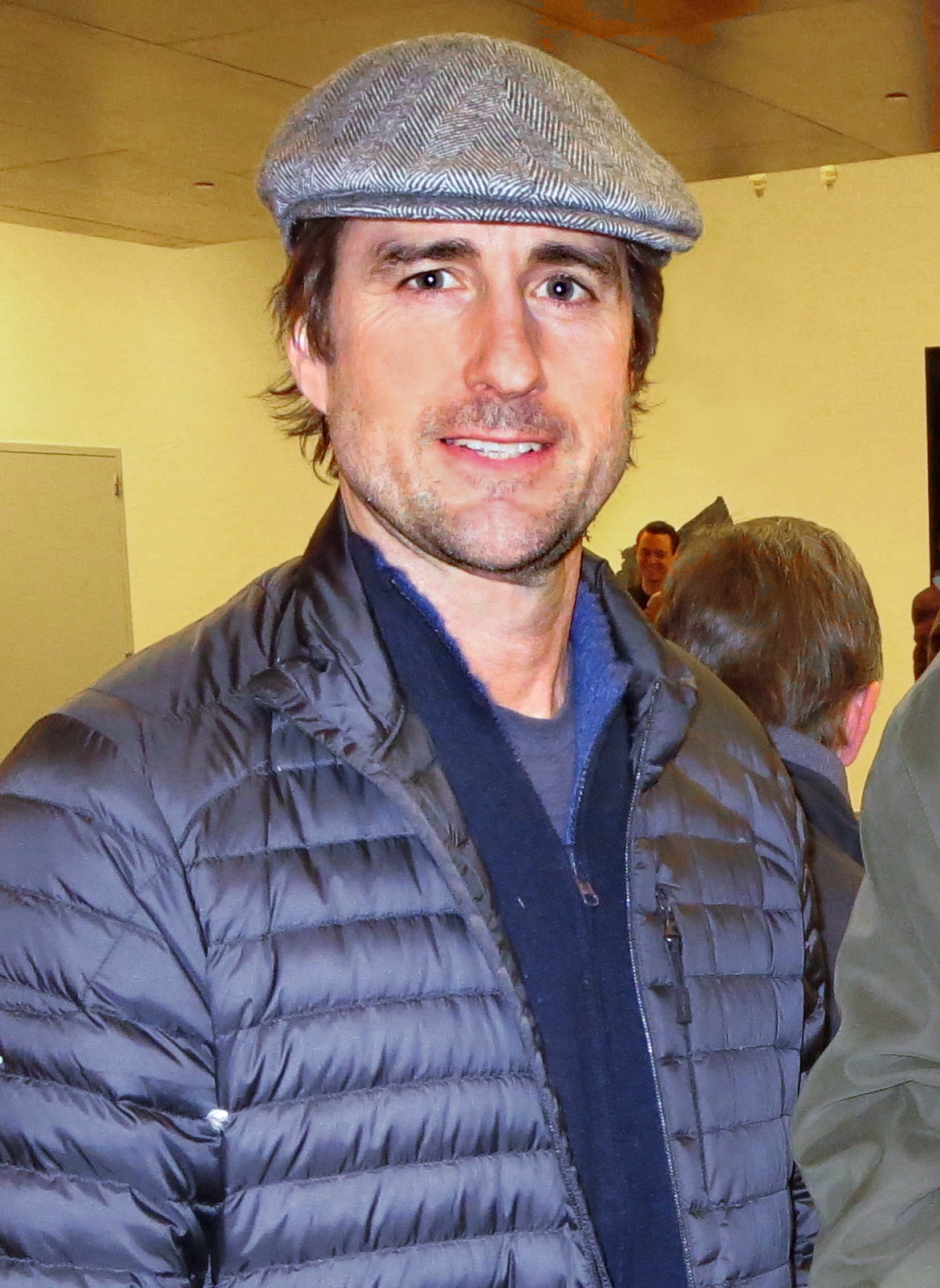
Luke Wilson

### Personaggi ricorrenti
- Greg Boycelane, interpretato da Matt Rogers, doppiato da Emanuele Ruzza.
L'agente immobiliare dei Morgan.
- Gwen Delvecchio, interpretata da Katherine Moennig, doppiata da Chiara Gioncardi.
L'amante di Margo.
- Denise Sampson, interpretata da Anna Maria Horsford, doppiata da Anna Cesareni.
La madre di Dennis.
- Phyllis Adelman, interpretata da Linda Lavin.
La vicina impicciona dei Morgan.
- Nate Morgan, interpretato da Kevin Alves, doppiato da Federico Campaiola.
Il figlio poliziotto di Mikey.
- Emily Morgan, interpretata da Chloe East, doppiata da Sara Crestini.
La figlia di Lydia e Paul.

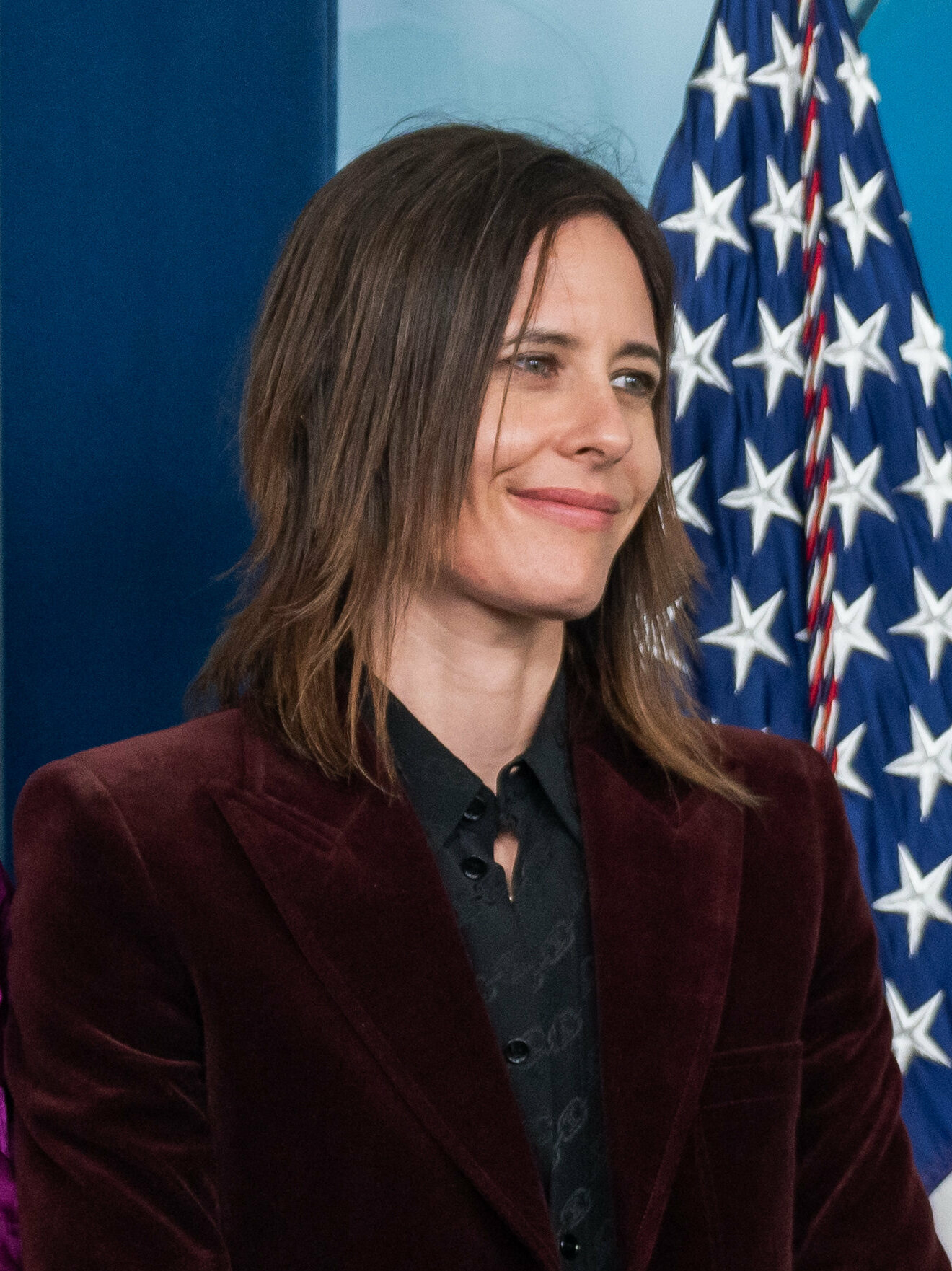
Katherine Moennig
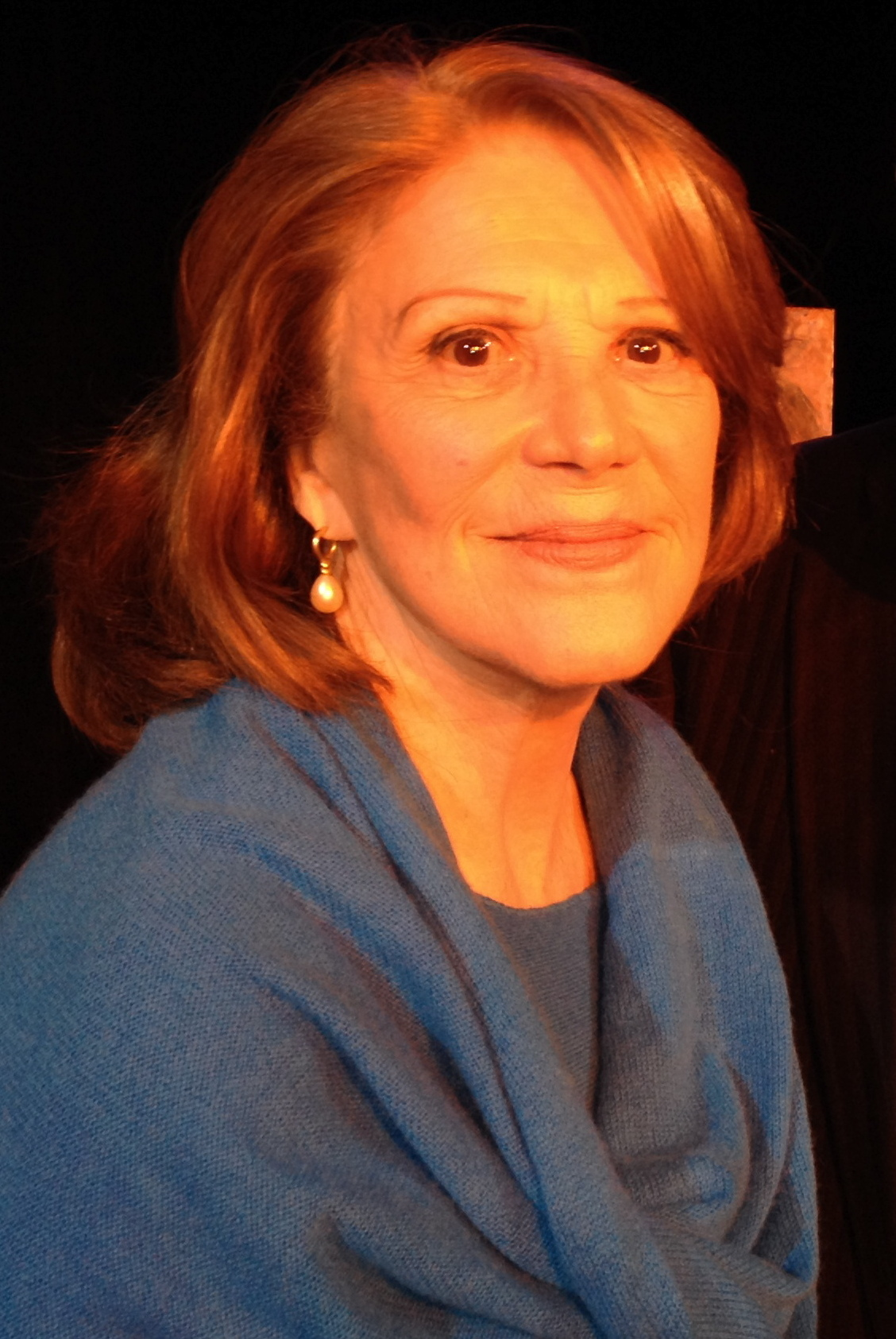
Linda Lavin
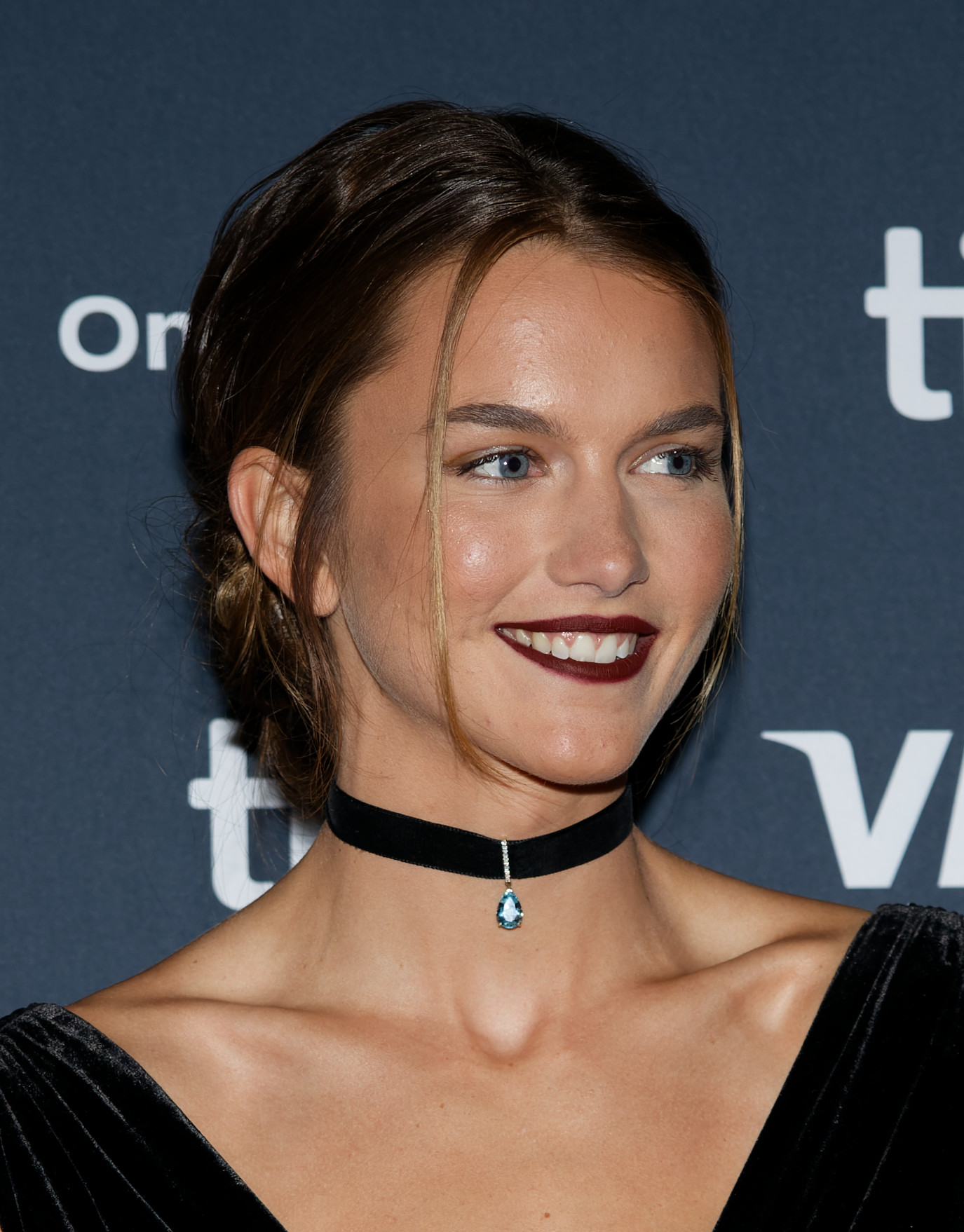
Chloe East

## Produzione

### Sviluppo
A maggio 2022 è stato annunciato che Liz Feldman avrebbe diretto, sceneggiato e prodotto una serie, con Will Ferrell e Jessica Elbaum come produttori esecutivi e con il coinvolgimento della casa di produzione Gloria Sanchez Productions e di Silver Tree.

### Cast
A dicembre 2023 Ray Romano, Lisa Kudrow, Linda Cardellini, Luke Wilson, Teyonah Parris, Abbi Jacobson e Poppy Liu sono entrati al cast. A gennaio 2024 si sono aggiunti anche Denis Leary e O. T. Fagbenle. A febbraio 2024 Matt Rogers, Anna Marie Horsford, Kate Moennig, Linda Lavin e Wyatt Aubrey hanno ottenuto dei ruoli ricorrenti. Mentre, ad aprile 2024, Kevin Alves si è aggiunto al cast ricorrente.

### Riprese
La lavorazione è cominciata nel febbraio 2024.

## Distribuzione
La prima stagione della serie è stata pubblicata, a livello internazionale, il 12 dicembre 2024 su Netflix.

## Accoglienza
Su Rotten Tomatoes la prima stagione ha un punteggio del 78% basato su 36 recensioni, con un voto medio di 6,50 su 10. Su Metacritic, invece, la prima stagione ha un punteggio di 63 su 100, basato su 23 recensioni.